# Kawaida
| Recensione | Giudizio |
| ---------- | -------- |
| AllMusic   |          |

Kawaida è il primo album come leader del batterista jazz statunitense Albert Heath (a nome Kuumba-Toudie Heath), pubblicato dall'etichetta discografica O'Be Records nel 1970.

## Tracce

### LP
Lato A (OB 301-B)
1. Baraka – 9:53 (musica: James Mtume)
2. Maulana – 13:20 (musica: James Mtume)

Lato B (OB 301-B)
1. Kawaida – 8:08 (musica: James Mtume)
2. Dunia – 8:29 (musica: Kuumba)
3. Kamili – 4:34 (musica: James Mtume)

## Formazione
- Toudie Heath-Kuumba (Albert Heath) – batteria
- Mchezaji (Buster Williams) – contrabbasso
- Msafari (Don Cherry) – tromba
- Mtume (James Foreman) – conga drums
- Mwandisi (Herbie Hancock) – piano
- Tayari (Jimmie Heath) – sassofono tenore, sassofono soprano
- Ed Blackwell – bells, percussioni
- Fundi (Billy Bonner) – flauto, percussioni (brano: Kawaida)

Note aggiuntive
- O'Be Productions – produzione
- Registrazioni effettuate l'11 dicembre 1969 al The Universe di New York City, New York (Stati Uniti)
- Endesha O'Brien – ingegnere delle registrazioni
- Mastering effettuato al Town Sound Studios
- Martin Bough – foto copertina album originale
- Peter Weir – art direction copertina album originale
- Imamu Amiri Baraka (Leroi Jones) – note retrocopertina album originale[2]